# Gersau
Gersau – miejscowość i gmina w Szwajcarii, w kantonie Schwyz, w okręgu Gersau. Leży nad Jeziorem Czterech Kantonów. 

## Demografia
W Gersau mieszkają 2 384 osoby. W 2021 roku 27,65% populacji gminy stanowiły osoby urodzone poza Szwajcarią. 

## Transport
Przez teren gminy przebiega droga główna nr 2b.